# Stutfieldgletsjer
Stutfieldgletsjer is een gletsjer in het nationaal park Jasper in de provincie Alberta in Canada. De gletsjer vloeit zijn water af ten noordwesten van de berg Snow Dome.
Stutfield ligt aan de noordelijke kant van het Columbia-ijsveld en stroomt ten zuidoosten van de berg Stutfield Peak in het Columbia-ijsveld. Stutfield ligt 6 km ten noordwesten van de berg Kitchener. Het Columbia-ijsveld maakt deel uit van de Canadese Rocky Mountains en daarmee van het Continental Divide, een waterscheiding die van Alaska via Canada en de Verenigde Staten naar Mexico loopt.
In 1899 vernoemde bergbeklimmer J. Norman Collie de gletsjer naar Hugh Stutfield, die samen met Collie de Canadese Rocky Mountains had verkend. De berg Stutfield Peak is eveneens genoemd naar Hugh Stutfield en stroomt ten zuidoosten van de piek in het Columbia-ijsveld.